# خواكيم لودفيغ فينكه
خواكيم لودفيغ فينكه (بالألمانية: Leonhard Ludwig Finke)‏ هو جغرافي وطبيب ألماني، ولد في 24 أكتوبر 1747 في Westerkappeln ‏ في ألمانيا، وتوفي في 17 يناير 1837 في لينغن في ألمانيا.